# Iris Tree
Iris Tree (27 de enero de 1897-13 de abril de 1968) fue una actriz y poetisa inglesa, descrita como una mujer bohemia, excéntrica, ingeniosa y aventurera.
Su padre fue Sir Herbert Beerbohm Tree. Fue demandada, en su juventud, como modelo de artistas, siendo pintada por Augustus John, y simultáneamente por Duncan Grant, Vanessa Bell y Roger Fry, así como esculpida por Jacob Epstein, mostrando su pelo corto, lo cual, junto a su conducta, fue motivo de escándalo. Fue fotografiada por Man Ray. Durante un tiempo estuvo asociada con Nancy Cunard, y actuó junto a Diana Cooper a mediados de la década de 1920.
Ella había estudiado en la Slade School of Art. Contribuyó en 1917 a la antología poética Wheels, del grupo literario The Sitwells; publicó colecciones llamadas Poems (1920) y The Traveller and other Poems (1927).
Se casó en dos ocasiones. Su primer marido fue Curtis Moffat, un artista de Nueva York; el guionista Ivan Moffat fue hijo de ambos. Su segundo matrimonio fue con el actor y exoficial de la caballería austriaca, Friedrich von Ledebur-Wicheln. Tras divorciarse actuaron juntos en la película de 1956 Moby Dick. También hizo un cameo, esencialmente como ella misma, en el film de Federico Fellini La dolce vita, (1960).
Es la bisabuela de la actriz Georgina Moffat.

## Más información
- The Rainbow Picnic: A Portrait of Iris Tree (1974) Daphne Vivian Fielding